# Kutasari (Kutasari)
Kutasari is een bestuurslaag in het regentschap Purbalingga van de provincie Midden-Java, Indonesië. Kutasari telt 4386 inwoners (volkstelling 2010).